# Mystaria soleil
Mystaria soleil Lewis & Dippenaar-Schoeman, 2014 è un ragno appartenente alla famiglia Thomisidae.

## Etimologia
Il nome proprio della specie deriva dalla parola francese soleil, che significa sole, ed è in riferimento al vivace colore giallo che contraddistingue gli esemplari di questa specie

## Caratteristiche
Negli esemplari femminili rinvenuti la lunghezza totale è di 3,13-3,48 mm; la lunghezza del cefalotorace è di 1,20-1,41 mm e la sua larghezza è di 1,13-1,20 mm
Negli esemplari maschili rinvenuti la lunghezza totale è di 2,46-2,70 mm; la lunghezza del cefalotorace è di 1,08-1,25 mm e la sua larghezza è di 1,00-1,08 mm

## Distribuzione
La specie è stata reperita in Uganda (nella foresta di Budongo, appartenente alla provincia di Masindi) e nel Kenya (nella foresta di Kakamega, nella Provincia Occidentale)

## Tassonomia
Al 2014 non sono note sottospecie e dal 2014 non sono stati esaminati nuovi esemplari.